# 玖村駅
玖村駅（くむらえき）は、広島県広島市安佐北区落合二丁目にある、西日本旅客鉄道（JR西日本）芸備線の駅である。駅番号はJR-P05。

## 歴史
- 1916年（大正5年）4月15日：芸備鉄道の停留場として開設[3]。
- 1937年（昭和12年）7月1日：芸備鉄道買収により国有化[2]。
- 1948年（昭和23年）5月10日：小手荷物扱い開始[4]。
- 1962年（昭和37年）4月16日：日本交通観光社による業務委託駅となる[5]。
- 1971年（昭和46年）12月20日：無人駅化[6][7][8]。小手荷物の取扱廃止[9]。
- 1973年（昭和48年）5月1日：国鉄（→JR）の特定都区市内制度における「広島市内」の駅となる[10][注釈 1]。
- 1980年（昭和55年）3月18日：踏切解消のため、線路と駅舎を太田川堤防下へ移設[11]。
- 1987年（昭和62年）4月1日：国鉄分割民営化により西日本旅客鉄道（JR西日本）の駅となる[2]。
- 2007年（平成19年）
  - 7月5日：ICOCA対応簡易型自動改札機を設置。
  - 9月1日：ICカード「ICOCA」の利用が可能となる。

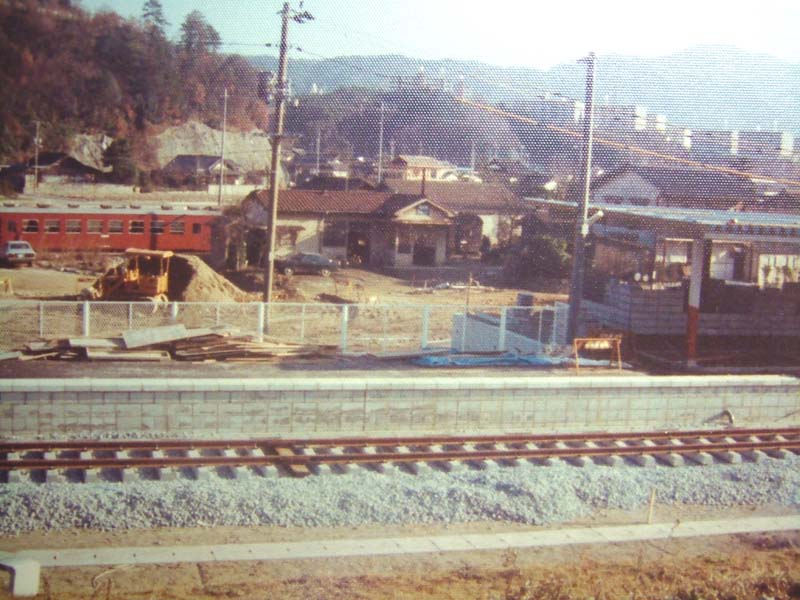
旧駅舎と建設中の現駅舎（1980年）

## 駅構造
広島方面に向かって左側に単式ホーム1面1線を有する地上駅（停留所）。プレハブでトタン屋根の駅舎を有する。太田川の堤防がすぐそばにあるため道から階段を数段上った高い位置に置かれている。
かつては、駅前のスーパーマーケットで乗車券の発売を行う簡易委託駅だった。その後、自動券売機による乗車券の販売に変更され、無人駅となった。管理は広島駅が行っている。
ICOCAおよび相互利用可能ICカードが利用可能。JRの特定都区市内制度での広島市内の駅である。

## 利用状況
以下の情報は、広島市統計書及び広島市勢要覧に基づいたデータである。
| 年度               | 1日平均 乗車人員 | 年度毎 総数 | 定期券 総数 | 普通券 総数 |
| ------------------ | ---------------- | ----------- | ----------- | ----------- |
| 1968年（昭和43年） | 238.8            | 174,295     | 135,278     | 39,017      |
| 1969年（昭和44年） | 231.8            | 169,225     | 131,030     | 38,225      |
| 1970年（昭和45年） | 218.0            | 159,122     | 121,426     | 37,696      |
| 1971年（昭和46年） | 205.0            | 150,041     | 113,484     | 36,557      |
| 1972年（昭和47年） | 180.4            | 131,663     | 101,550     | 30,113      |
| 1973年（昭和48年） | 175.9            | 128,402     | 94,552      | 33,850      |
| 1974年（昭和49年） | 195.8            | 142,922     | 101,914     | 41,008      |
| 1975年（昭和50年） | 275.1            | 201,361     | 130,520     | 70,841      |
| 1976年（昭和51年） | 458.1            | 334,408     | 203,512     | 130,896     |
| 1977年（昭和52年） | 599.5            | 437,617     | 301,018     | 136,599     |
| 1978年（昭和53年） | 645.3            | 471,049     | 349,108     | 121,941     |

以上の1日平均乗車人員は、乗車数と降車数が同じであると仮定し、年度毎総数を365（閏年が関係する1971・1975年は366）で割った後で、さらに2で割った値を、小数点第二位で四捨五入。小数点一位の値にした物である。
| 年度                | 1日平均 乗車人員 |
| ------------------- | ---------------- |
| 1979年（昭和54年）  | 695              |
| 1980年（昭和55年）  | 628              |
| 1981年（昭和56年）  | 591              |
| 1982年（昭和57年）  | 528              |
| 1983年（昭和58年）  | 557              |
| 1984年（昭和59年）  | 608              |
| 1985年（昭和60年）  | 627              |
| 1986年（昭和61年）  | 673              |
| 1987年（昭和62年）  | 677              |
| 1988年（昭和63年）  | 758              |
| 1989年（平成 元年） | 767              |
| 1990年（平成02年）  | 839              |
| 1991年（平成03年）  | 884              |
| 1992年（平成04年）  | 889              |
| 1993年（平成05年）  | 910              |
| 1994年（平成06年）  | 912              |
| 1995年（平成07年）  | 919              |
| 1996年（平成08年）  | 913              |
| 1997年（平成09年）  | 899              |
| 1998年（平成10年）  | 934              |
| 1999年（平成11年）  | 970              |
| 2000年（平成12年）  | 924              |
| 2001年（平成13年）  | 957              |
| 2002年（平成14年）  | 928              |
| 2003年（平成15年）  | 915              |
| 2004年（平成16年）  | 922              |
| 2005年（平成17年）  | 868              |
| 2006年（平成18年）  | 840              |
| 2007年（平成19年）  | 902              |
| 2008年（平成20年）  | 981              |
| 2009年（平成21年）  | 984              |
| 2010年（平成22年）  | 979              |
| 2011年（平成23年）  | 993              |
| 2012年（平成24年）  | 1,016            |
| 2013年（平成25年）  | 1,067            |
| 2014年（平成26年）  | 1,033            |
| 2015年（平成27年）  | 1,110            |
| 2016年（平成28年）  | 1,149            |
| 2017年（平成29年）  | 1,116            |
| 2018年（平成30年）  | 1,027            |
| 2019年（令和 元年） | 1,016            |
| 2020年（令和02年）  | 807              |
| 2021年（令和03年）  | 806              |
| 2022年（令和04年）  | 841              |

乗車数グラフ

## 駅名の由来
駅名は、その所在地の旧地名「落合村（後高陽町）大字玖」に由来するが、なぜ駅名を「玖村」としたかは不明。なお大字の「玖」はその後の町名変更により消滅し、現在の町名は「落合」となっている。

## 駅周辺
太田川沿いにあり、駅の東側には高陽ニュータウンがある。恵下山公園や県営高陽住宅はこのニュータウンに隣接する。駅から南へ進むと高瀬大橋（高瀬堰）に至り、その橋（広島県道271号線を兼ねる橋）を渡ると八木2丁目緑地公園を経て国道54号に至る。
住宅街（高陽ニュータウン）側
- 高陽ニュータウン
- 県営高陽住宅
- 恵下山公園
- 広島県立高陽高等学校
- 広島市立落合中学校
- 広島市立落合東小学校
- 広島高陽金平郵便局
- 広交観光落合営業所
- 広島バス玖村車庫
- 広島県道271号八木広島線
- 太田川 - 高瀬大橋（高瀬堰）
- 諸木川

太田川の対岸
- 広島市立八木小学校
- 広島市立城山北中学校
- 八木郵便局
- 広島市立梅林小学校
- 八木2丁目緑地公園 - 大禹謨（）の碑がある[13]
- 国道54号
- 広島県道271号八木広島線
- 可部線 - 上八木駅・梅林駅（西1.5km）

## バス路線
駅東側を通る道路沿いに「玖村駅前」停留所があり、広島交通と広交観光が経由する。
玖村駅前 バス停（地区センター・高陽車庫方面）
- 30 高陽B団地線（広島交通） - 近隣センター方面
- 高陽・毘沙門台線（広島交通） - 高陽C団地方面 平日のみ
- 井原線（広交観光） - 中深川方面

玖村駅前 バス停（矢口方面 / 八木梅林方面）
- 30 高陽B団地線（広島交通） - 矢口方面
- 高陽・毘沙門台線（広島交通） - 八木梅林・中緑井・びしゃもん台方面 平日のみ
- 井原線（広交観光） - 新玖村橋行き

## その他
- 当駅周辺の芸備線は元々は太田川から若干離れた場所を走っており、ホーム・駅舎も太田川側（西側）にあった。当時の芸備線の太田川側には田畑や民家もあったが、後に踏切解消と合わせた区画整理が行われ、当駅とその周辺の線路は現在の堤防沿いに移設された。
- 2008年、当駅に毎日どこからか1匹の猫が現れて改札機の上で寝入るようになり、駅の顔になっていることが報道された[16]。その後、猫は2匹いることが判明している。元々近くに住む高齢者が当駅で餌付けをしている猫が2匹おり、その猫が順番に改札機の上で寝るようになったものである。現在[いつ?]猫はたまに駅の待合室にいる。
- 駅のすぐそばの堤防を上がると、左側（太田川下流側）徒歩5分くらいのところに高瀬堰を望むことが出来る。

## 隣の駅
西日本旅客鉄道（JR西日本）
 芸備線
■快速「みよしライナー」・■普通
下深川駅 (JR-P06) - 玖村駅 (JR-P05) - 安芸矢口駅 (JR-P04)